# Anna Kay
Anna Kay (Gateshead, 6 mei 1999) is een Brits wielrenster, die vooral actief is in het veldrijden. Ze rijdt voor de Belgische wielerploeg Experza-Footlogix. In 2018 werd ze vierde tijdens het Brits kampioenschap wielrennen op de weg bij de elite. In het veldritseizoen 2018-2019 werd ze tweede in het Britse national trophy klassement en was daarmee de beste belofte onder 23 jaar. Tijdens het WK 2019 in het Deense Bogense werd ze vijfde in de beloftewedstrijd. In het najaar van 2019 won ze brons in zowel de cross van Eeklo als in de wereldbekerwedstrijd in Bern.

## Palmares

### Veldrijden

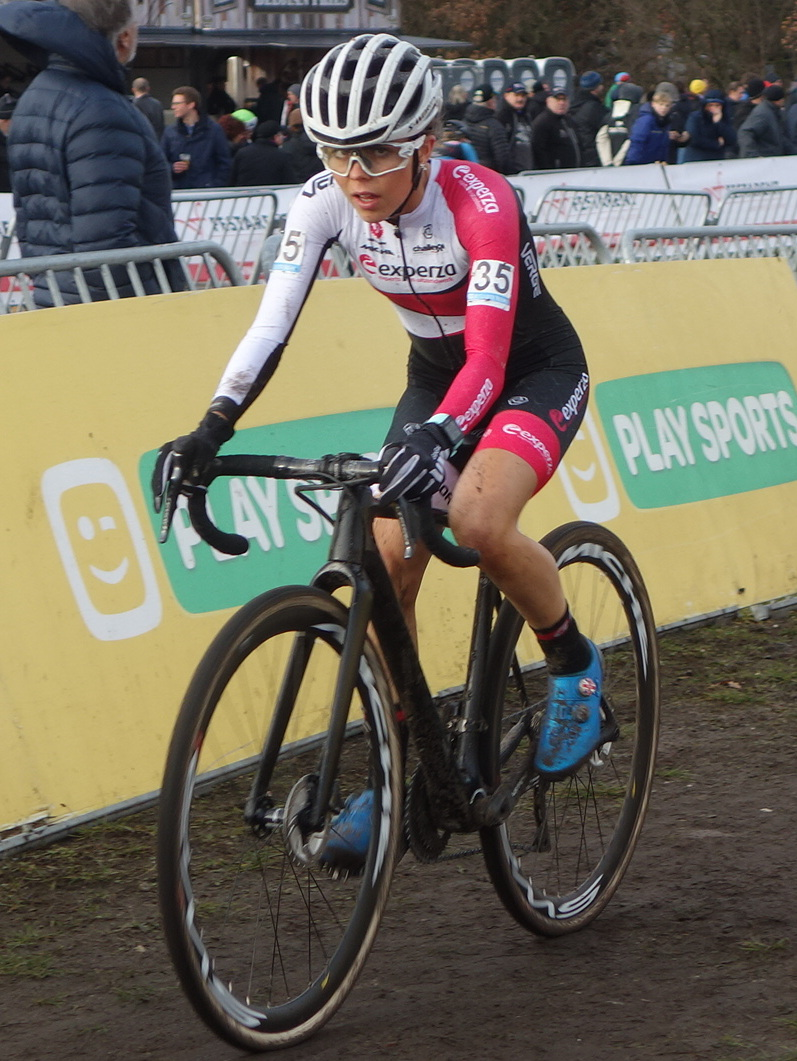
Anna Kay in de Cyclocross Zonhoven 2019

#### Resultatentabel elite
| Seizoen   |     | WK  | EK   | BK  |     | Klassementen | Klassementen | Klassementen   | Klassementen | Klassementen | Klassementen |       | UCI- rang |    | Podia | Podia | Podia | Aantal crossen |
| Seizoen   | WB  | WK  | EK   | BK  | SP  | Trofee       | EKZ          | British Trophy | Hope         | Goud         | Zilver       | Brons | UCI- rang |    |       |       |       | Aantal crossen |
| --------- | --- | --- | ---- | --- | --- | ------------ | ------------ | -------------- | ------------ | ------------ | ------------ | ----- | --------- | -- | ----- | ----- | ----- | -------------- |
| 2015-2016 |     | –   | –    | –   |     | –            | –            | –              | –            |              |              |       | –         |    | –     | –     | –     | 2              |
| 2016-2017 | –   | –   | –    | –   | –   | –            | –            | 20e            | –            | –            | –            | –     | 3         |    |       |       |       |                |
| 2017-2018 | –   | –   | –    | 58e | –   | 43e          | –            | ↑              | 67e          | –            | 1            | 2     | 15        |    |       |       |       |                |
| 2018-2019 | –   | –   | ↑    | 51e | 24e | 25e          | –            | ↑              | 44e          | 1            | 4            | 1     | 29        |    |       |       |       |                |
| 2019-2020 | –   | –   | ↑    | 8e  | 12e | 15e          | –            | –              | 14e          | –            | 1            | 5     | 26        |    |       |       |       |                |
| 2020-2021 | –   | –   | Afg. | 10e | 9e  | 11e          | 29e          | –              | 12e          | –            | –            | –     | 27        |    |       |       |       |                |
| 2021-2022 | –   | –   | ↑    | 29e | 13e | 8e           |              | 20e            | 40e          | 2            | –            | 2     | 25        |    |       |       |       |                |
| 2022-2023 | 18e | 10e | –    | 39e | 14e | 13e          | 15e          | 41e            | 3            | –            | –            | 25    |           |    |       |       |       |                |
| 2023-2024 | 17e | 7e  | ↑    | 31e | 19e | 11e          | –            | –              | 29e          | 6            | –            | 1     | 29        |    |       |       |       |                |
| 2024-2025 | –   | –   | DNF  | 25e | 26e | 24e          | –            | 23e            | 4e           | 36e          | –            | 3     | –         | 28 |       |       |       |                |
| Totaal    |     | –   | –    | 1   |     | –            | –            | –              | –            | –            | –            |       | –         |    | 12    | 9     | 11    | 209            |

#### Podiumplaatsen elite
| Legenda                       |
| ----------------------------- |
| Wereldkampioenschappen        |
| Continentale kampioenschappen |
| Nationale kampioenschappen    |
| Wereldbeker                   |
| Superprestige                 |
| Trofee                        |
| Overige veldritten            |

| Nr.           | Seizoen       | Datum             | Veldrit                                                           | Cat.          | Wedstrijdserie                      |               |
| Overwinningen | Overwinningen | Overwinningen     | Overwinningen                                                     | Overwinningen | Overwinningen                       | Overwinningen |
| ------------- | ------------- | ----------------- | ----------------------------------------------------------------- | ------------- | ----------------------------------- | ------------- |
| 1.            | 2018-2019     | 11 november 2018  | National Trophy Series Crawley, Crawley                           | C2            | British National Trophy Series (#1) |               |
| 2.            | 2021-2022     | 13 november 2021  | GP Leuven, Leuven                                                 | C2            | Ethias Cross                        |               |
| 3.            | 2021-2022     | 16 januari 2022   | National Trophy Series Broughton Hall, North Yorkshire            | C2            | British National Trophy Series (#2) |               |
| 4.            | 2022-2023     | 9 oktober 2022    | National Trophy Series Derby, Derby                               | C2            | British National Trophy Series (#3) |               |
| 5.            | 2022-2023     | 16 oktober 2022   | Verge Cross Clonmel (#1)                                          | C2            | Overige (#1)                        |               |
| 6.            | 2022-2023     | 30 oktober 2022   | National Trophy Series South Shields, South Shields               | C2            | British National Trophy Series (#4) |               |
| 7.            | 2023-2024     | 3 september 2023  | Hope Supercross - Round 1 Herrington Country Park, New Herrington | C2            | Hope Supercross (#1)                |               |
| 8.            | 2023-2024     | 10 september 2023 | Hope Supercross - Round 2 Bradford, Bradford                      | C2            | Hope Supercross (#2)                |               |
| 9.            | 2023-2024     | 17 september 2023 | Hope Supercross #3 - Barnoldswick, Barnoldswick                   | C2            | Hope Supercross (#3)                | [ 5 ]         |
| 10.           | 2023-2024     | 14 oktober 2023   | Thornton in Craven, Thornton in Craven                            | C2            | National Trophy Series (#5)         | [ 6 ]         |
| 11.           | 2023-2024     | 15 oktober 2023   | Verge Cross Clonmel, Clonmel Co Tipperary (#2)                    | C2            | Overige (#2)                        | [ 7 ]         |
| 12.           | 2023-2024     | 13 januari 2024   | Brits kampioenschap, Falkirk                                      | CN            | Britse kampioenschappen             | [ 8 ]         |
| 2e plaatsen   |               |                   |                                                                   |               |                                     |               |
| 1.            | 2017-2018     | 7 januari 2018    | National Trophy Series Ipswich, Ipswich (#1)                      | C2            | British National Trophy Series (#1) |               |
| 2.            | 2018-2019     | 7 oktober 2018    | National Trophy Series Derby, Derby                               | C2            | British National Trophy Series (#2) |               |
| 3.            | 2018-2019     | 9 december 2018   | National Trophy Series Ipswich, Ipswich (#2)                      | C2            | British National Trophy Series (#3) |               |
| 4.            | 2018-2019     | 6 januari 2019    | National Trophy Series Shrewsbury, Shrewsbury                     | C2            | British National Trophy Series (#4) |               |
| 5.            | 2018-2019     | 13 januari 2019   | Brits kampioenschap, Gravesend                                    | CN            | Britse kampioenschappen             |               |
| 6.            | 2019-2020     | 30 december 2019  | Cyclocross Bredene, Bredene                                       | C2            | Ethias Cross                        |               |
| 7.            | 2024-2025     | 18 september 2024 | Hope Supercross #2 - Wyke, Bradford (#3)                          | C2            | Hope Supercross Series (#1)         | [ 9 ]         |
| 8.            | 2024-2025     | 21 september 2024 | Hope Supercross #4 - Hunsworth, Bradford (#3)                     | C2            | Hope Supercross Series (#2)         | [ 10 ]        |
| 9.            | 2024-2025     | 6 oktober 2024    | National Trophy Series #1 Derby                                   | C2            | National Trophy Series (#5)         | [ 11 ]        |
| 3e plaatsen   |               |                   |                                                                   |               |                                     |               |
| 1.            | 2017-2018     | 8 oktober 2017    | National Trophy Series Derby, Derby                               | C2            | British National Trophy Series (#1) |               |
| 2.            | 2017-2018     | 29 oktober 2017   | National Trophy Series Abergavenny, Abergavenny                   | C1            | British National Trophy Series (#2) |               |
| 3.            | 2018-2019     | 28 oktober 2018   | National Trophy Series Irvine, Irvine                             | C2            | British National Trophy Series (#3) |               |
| 4.            | 2019-2020     | 8 september 2019  | Grote Prijs Stad Eeklo, Eeklo                                     | C2            | Ethias Cross (#1)                   |               |
| 5.            | 2019-2020     | 20 oktober 2019   | Wereldbeker Bern, Bern                                            | CDM           | Wereldbeker                         |               |
| 6.            | 2019-2020     | 7 december 2019   | Cyclocross Essen, Essen(#1)                                       | C1            | Ethias Cross (#2)                   |               |
| 7.            | 2019-2020     | 12 januari 2020   | Brits kampioenschap, Shrewsbury (#1)                              | CN            | Britse kampioenschappen (#1)        |               |
| 8.            | 2019-2020     | 13 januari 2020   | Cyclocross Otegem, Otegem                                         | C2            | Overige                             |               |
| 9.            | 2021-2021     | 11 december 2021  | Cyclocross Essen, Essen(#2)                                       | C2            | Ethias Cross (#3)                   |               |
| 10.           | 2021-2021     | 9 januari 2022    | Brits kampioenschap, Crawley (#2)                                 | CN            | Britse kampioenschappen (#2)        |               |
| 11.           | 2023-2024     | 01 november 2023  | Koppenbergcross, Oudenaarde (#1)                                  | C1            | X²O Badkamers Trofee (#1)           | [ 12 ]        |

- Wereldkampioenschap gemengde estafette 2023

#### Resultatentabel beloften (U23)
| Seizoen   |             | WK  | EK | BK  |               | Klassementen            | Klassementen | Klassementen |       | Podia | Podia | Podia | Aantal crossen |
| Seizoen   | Wereldbeker | WK  | EK | BK  | Superprestige | British National Trophy | Goud         | Zilver       | Brons |       |       |       | Aantal crossen |
| --------- | ----------- | --- | -- | --- | ------------- | ----------------------- | ------------ | ------------ | ----- | ----- | ----- | ----- | -------------- |
| 2016-2017 |             | –   | –  | 13e |               |                         |              |              |       | –     | –     | –     | 1              |
| 2017-2018 | 24e         | 23e | ↑  | –   | –             | 1                       | 3            |              |       |       |       |       |                |
| 2018-2019 | 5e          | 14e | –  | 16e | 6e            | ↑                       | –            | –            | –     | 2     |       |       |                |
| 2019-2020 | ↑           | ↑   | –  | ↑   | 4e            | –                       | –            | 1            | 1     | 2     |       |       |                |
| 2020-2021 | 8e          | 9e  | –  | 4e  |               |                         | –            | –            | –     | 2     |       |       |                |
| Totaal    |             | –   | –  | –   |               | –                       | –            | 1            |       | –     | 1     | 2     | 10             |

#### Podiumplaatsen beloften (U23)
| Nr.         | Seizoen     | Datum            | Veldrit                                          | Cat.        | Wedstrijdserie            |
| 2e plaatsen | 2e plaatsen | 2e plaatsen      | 2e plaatsen                                      | 2e plaatsen | 2e plaatsen               |
| ----------- | ----------- | ---------------- | ------------------------------------------------ | ----------- | ------------------------- |
| 1.          | 2019-2020   | 10 november 2019 | Europees kampioenschap, Silvelle di Trebaseleghe | CC          | Europese kampioenschappen |
| 3e plaatsen |             |                  |                                                  |             |                           |
| 1.          | 2017-2018   | 14 januari 2018  | Brits kampioenschap, Houghton-le-Spring          | CN          | Britse kampioenschappen   |
| 2.          | 2019-2020   | 2 februari 2020  | Wereldkampioenschap, Dübendorf                   | CM          | Wereldkampioenschappen    |

## Ploegen

### Veld
- 2019-2020 – EXP –  Experza-Footlogix
- 2020-2021 – STA –  Starcasino CX Team
- 2022-2023 – 777 –  777
- 2024-2025 – PRO –  Proximus-Cyclis-Alphamotorhomes

### Weg
- 2018 – STR –  Storey Racing
- 2021 – RUP –  Team Rupelcleaning-Champion Lubricants
- 2022 – PLP –  Plantur-Pura
- 2023 – FDD –  Fenix-Deceuninck Development Team
- 2024 – PRO –  Proxumus-Cyclis